# Perișor
Perișor (in ungherese Bethlenkörtvélyes) è un comune della Romania di 1 803 abitanti, ubicato nel distretto di Dolj, nella regione storica dell'Oltenia.
Il comune è formato dall'unione di 2 villaggi: Mărăcinele e Perișor.